# Westinghouse Electric Company
Westinghouse Electric Company is een Amerikaans bedrijf, actief in nucleaire technologie, en ontstaan in 1999 uit Westinghouse Electric Corporation

## Opsplitsing en verkoop
In 1997 nam Siemens AG het niet-nucleaire deel over, waaronder onder meer de divisies stoomturbines en generatoren vielen.
In 1999 kwam Westinghouse in handen van het Britse staatsbedrijf British Nuclear Fuels (BNF).  Westinghouse was een goede aanvulling vanwege het brede pakket van producten en diensten die het aanbood aan de nucleaire sector zoals de fabricage van installaties, componenten, brandstof en het veilig slopen van buiten gebruik gestelde installaties. BNL had zo’n $1,1 miljard betaald. In 2006 werd Westinghouse na een bod van $5,4 miljard verkocht aan het Japanse Toshiba.
Op maart 2017 deed Westinghouse Electric Company (als dochter van Toshiba) een aanvraag voor Chapter 11 faillissement.
In 2018 verkocht Toshiba het bedrijf Westinghouse Electric Company aan een dochter van Brookfield Asset Management.